# Semaglutyd
Semaglutyd – organiczny związek chemiczny z grupy analogów peptydów, stosowany w leczeniu cukrzycy typu 2 i otyłości.
Został opracowany przez firmę Novo Nordisk (tworzony w zespole Lotte Bjere Knudsen) w 2012 roku i dopuszczony do stosowania w USA w 2017 roku.

## Obszary działania semaglutydu
Semaglutyd jest analogiem ludzkiego peptydu glukagonopodobnego 1 (GLP-1) o sekwencji w 94% homologicznej z hormonem ludzkim. Łączy się z receptorami GLP-1 i wykazuje podobne działanie. Nasila sekrecję insuliny wywołaną hiperglikemią, hamując jednocześnie sekrecję glukagonu. Dodatkowo nieznacznie spowalnia opróżnianie żołądka, co zapobiega dużemu wzrostowi glikemii po posiłku, równocześnie zmniejszając ilości spożywanych kalorii.
Ponadto semaglutyd wykazuje działanie ochronne na układ sercowo-naczyniowy. Mechanizm ten jest prawdopodobnie wieloczynnikowy – wynika ze zmniejszenia ilości tkanki tłuszczowej oraz z wpływu na znane czynniki ryzyka sercowo-naczyniowego (zmniejszenie ciśnienia krwi, korzystny wpływ na profil lipidowy i metabolizm glukozy oraz działanie przeciwzapalne odzwierciedlone w zmniejszeniu stężenia białka C-reaktywnego o wysokiej czułości. Dokładny mechanizm zmniejszający ryzyko sercowo – naczyniowe nie został ustalony.

## Zastosowanie

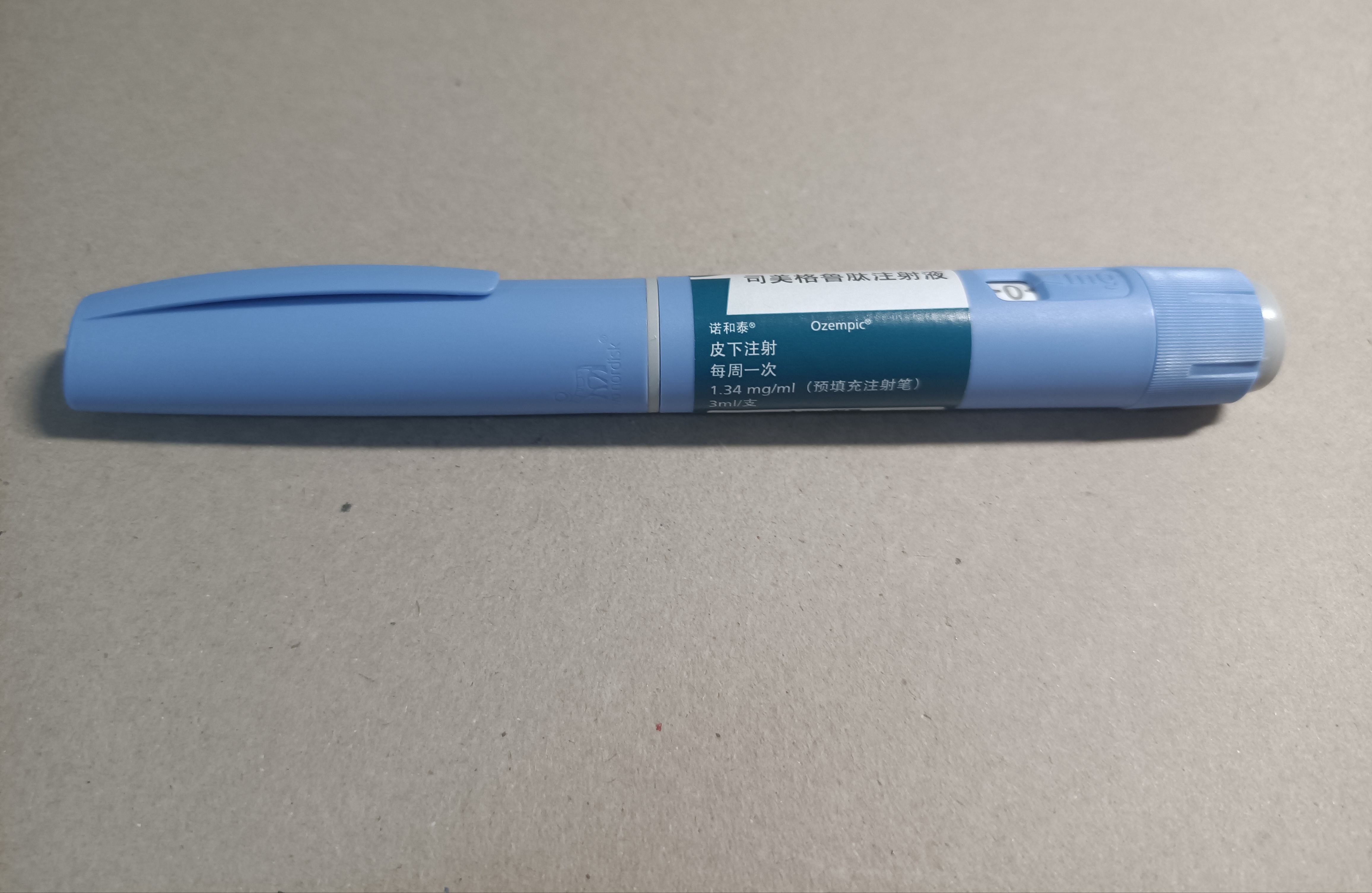
Ozempic 3 ml

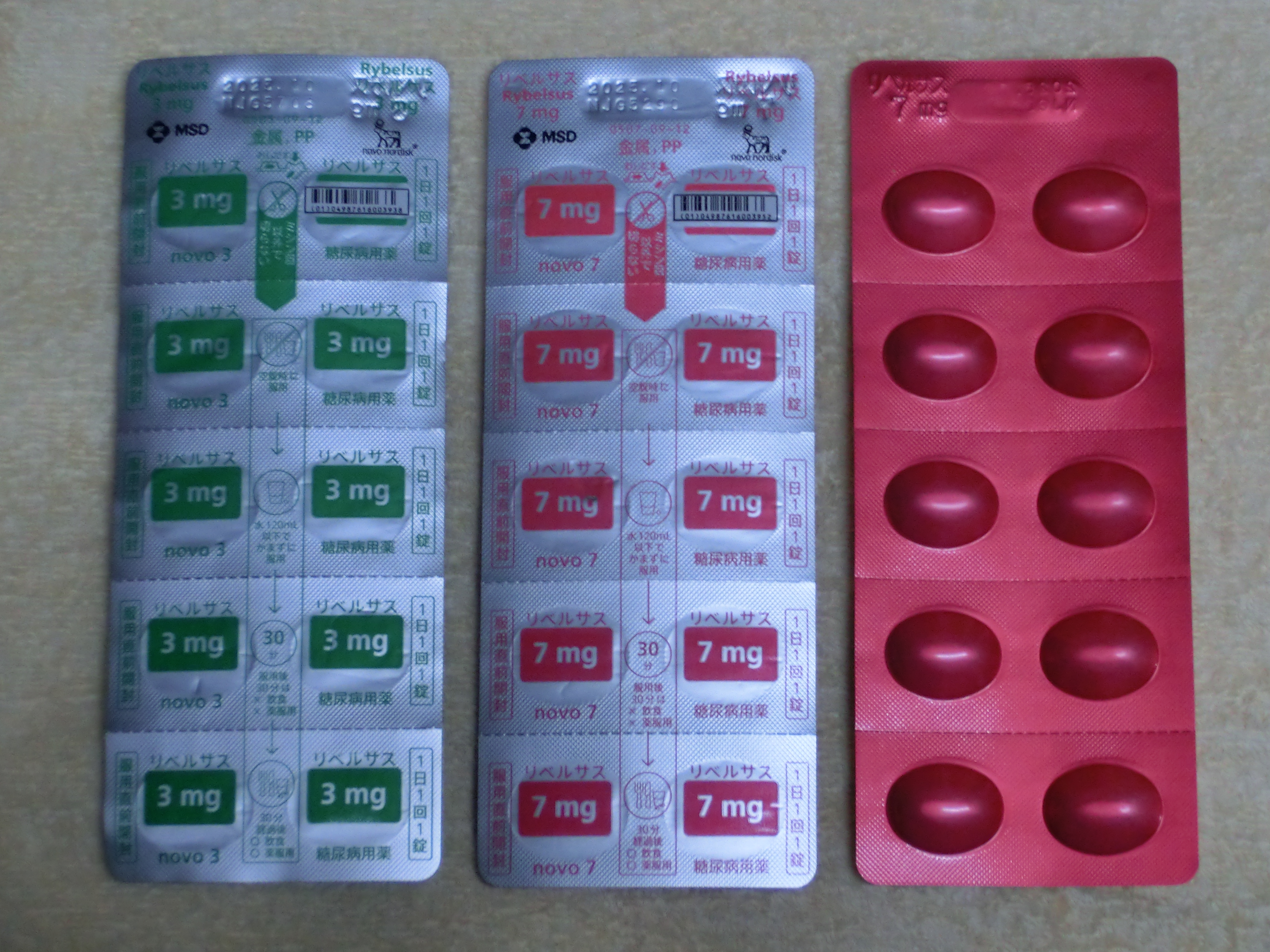
Rybelsus 3 mg i 7 mg

Semaglutyd jest stosowany w leczeniu cukrzycy typu 2 oraz kontroli masy ciała w nadwadze i otyłości.

### Redukcja masy ciała
W przebiegu badań STEP potwierdzono bezpieczeństwo oraz wysoką skuteczność redukcji masy ciała;

### Redukcja ryzyka sercowo-naczyniowego
Wyniki badań SELECT, SOUL oraz SUSTAIN 6 potwierdziły bezpieczeństwo sercowo-naczyniowe w różnych populacjach pacjentów oraz wykazały istotne zmniejszenie ryzyka wystąpienia poważnych epizodów sercowo-naczyniowych;

## Działania niepożądane
Do najczęstszych działań niepożądanych stosowania semaglutydu należą nudności, wymioty, biegunka oraz bóle i wzdęcia. W rzadkich przypadkach mogą wystąpić reakcje alergiczne, opóźnione opróżnianie żołądka oraz zapalenie trzustki;

## Preparaty
Preparaty dostępne w Polsce (2024):
- Ozempic – roztwór do wstrzykiwań
- Rybelsus – tabletki
- Wegovy – roztwór do wstrzykiwań